# Jan Jakub Schöllhorn
Jan Jakub Schöllhorn (1666, Plzeň – 1758, Třebíč) byl český a německý podnikatel a rychtář Třebíče.

## Biografie
Jan Jakub Schöllhorn se narodil v roce 1666 v Plzni, do Třebíče přišel v osmdesátých letech 17. století a již v roce 1687 byl majitelem někdejšího Františkovského domu (nyní Malovaný dům). Přiženil se do bohatého měšťanského rodu a v roce 1690 poprvé patřil mezi obecní konšely a od roku 1696 působil v městské radě. Posléze se stal rychtářem a od roku 1709 také primátorem města. Bojoval proti vrchnostenským nárokům a za tento postoj byl uvězněn v Třebíčském zámku.
Je po něm pojmenována Schöllhornova ulice v Třebíči. Sepsal paměti, které byly uloženy do makovice Městské věže, nechal také sepsat soupis městských privilegií.